# The SoulTaker
The SoulTaker (яп. The Soul Taker 〜魂狩〜 дза со:ру тэйка: тамасии гари, неоф. рус. «Похититель душ») — аниме-сериал, повествующий об убитом собственной матерью Кёсукэ Датэ, который обрёл способность превращаться в монстра, известного как «Похититель душ». Это первая попытка студии Tatsunoko Productions снять более взрослое, даже по японским стандартам, аниме. Оно также лицензировано в США компанией Pioneer Entertainment и транслировалось по TechTV. Позднее вышли две OVA, имеющие к сериалу косвенное отношение, — Nurse Witch Komugi и Nurse Witch Komugi-chan Magikarte Z. The SoulTaker имеет сложный сюжет, в котором сочетаются элементы Devilman, Neon Genesis Evangelion и Serial Experiments Lain.

## Сюжет
Кёсукэ Датэ убивает собственная мать, и героя хоронят. Вернувшись из мира мертвых, он пытается найти объяснение произошедшим событиям. Герой узнает, что, во-первых, обрел способность превращаться в мутанта «Похитителя душ», а во-вторых, у него есть сестра-близнец по имени Руна. Преследуемый врачами из госпиталя, возглавляемого его отцом, и корпорацией Кирихара, Кёсукэ отправляется на поиски сестры. Ему помогают загадочный Сиро Мибу и влюбленная в него медсестра-мутант Комуги Накахара.

## Список серий
| №  | Название                                                                   | Дата премьеры       |
| -- | -------------------------------------------------------------------------- | ------------------- |
| 1  | The Crest of the Devil «Акума но Монсё: Хэн» (悪魔の紋章篇)                | 4 апреля 2001 года  |
| 2  | The World is an Illusion «Уцусиё ва Юмэ Хэн» (うつし世は夢篇)              | 11 апреля 2001 года |
| 3  | The Skull and the Maiden «Сярэко:бэ то Сё:дзё Хэн» (髑髏と少女篇)          | 18 апреля 2001 года |
| 4  | The Slithering Darkness «Угомэку Ями Хэн» (蠢く闇篇)                       | 25 апреля 2001 года |
| 5  | Beyond the Human Realm «Дзингай Макё: Хэн» (人外魔境篇)                    | 5 мая 2001 года     |
| 6  | The Malevolent Stratosphere Castle «Сэйсо:кэн Ма Дзё: Хэн» (成層圏魔城篇)  | 9 мая 2001 года     |
| 7  | The Last of a Woman «Нёнин Хатэ Хэн» (女人果篇)                            | 16 мая 2001 года    |
| 8  | Mask of Hell «Дзигоку но Камэн Хэн» (地獄の仮面篇)                         | 23 мая 2001 года    |
| 9  | Phantom of a Beautiful Dead Woman «Сибидзин но Гэнэй Хэн» (死美人の幻影篇) | 30 мая 2001 года    |
| 10 | Sacrifice for Nothingness «Кёму э но Сонаэмоно Хэн» (虚無への供物篇)       | 13 июня 2001 года   |
| 11 | Demon on a Deserted Island «Кото: но Они Хэн» (孤島の鬼篇)                 | 20 июня 2001 года   |
| 12 | Madonna in Black «Кокуй но Сэйбо Хэн» (黒衣の聖母篇)                       | 27 июня 2001 года   |
| 13 | The Last Inferno «Сё:дзё Дзигокухэн» (少女地獄変)                          | 4 июля 2001 года    |